# Grippe féline
 (octobre 2011).

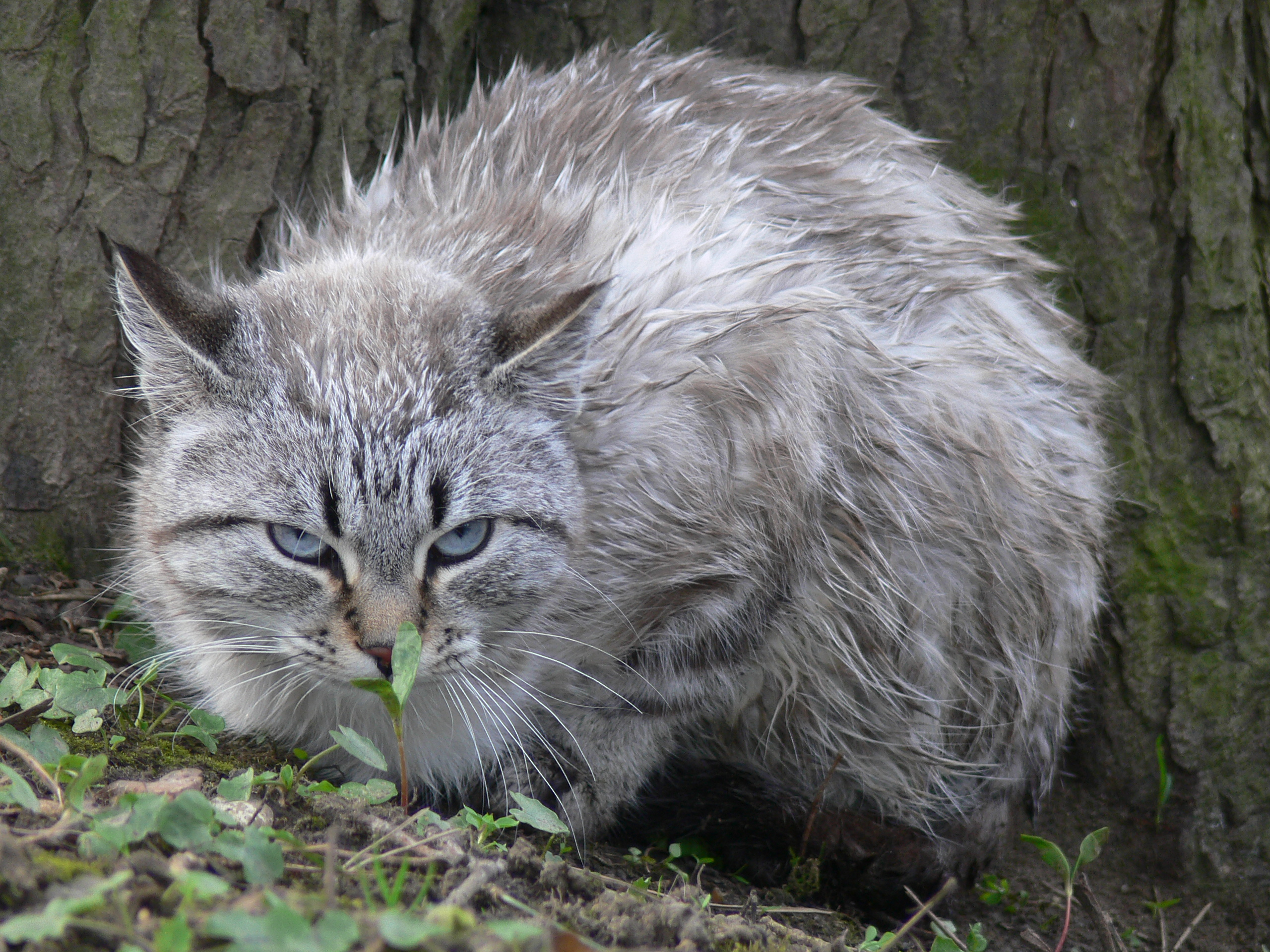
Quels rôles les chats, félins consommateurs d'oiseaux et souris mais proches de l'homme, peuvent-ils ou pourraient-ils jouer concernant le risque pandémique ?

La grippe féline est une infection virale du type de la grippe, affectant les chats.
On ne doit pas la confondre avec d'autres maladies du chat telles que le coryza, appelé aussi grippe féline.

## Facteurs de transmission

### Transmission au chat
Un virus grippal aviaire peut parfois infecter d'autres espèces que des oiseaux, dont de nombreux mammifères, parmi lesquels les chiens, chats et furets. Dans les faits, le chat est sensible à certains virus de la grippe aviaire, dont le H5N1, connu pour sa dangerosité pour l'homme. Le chat peut être infecté par ce virus par un contact avec des proies contaminées, comme des petits oiseaux ou des jeunes rats. Les chats peuvent aussi se contaminer l'un l'autre, comme l'ont montré des études en laboratoire.
Le chat quand il boit lape la surface de l'eau, absorbant le bio-film susceptible de contenir des virus répandus sur des eaux fréquentées par des canards malades.
Lorsque, au début des années 2000, le risque pandémique lié à la grippe aviaire a inquiété l'opinion, une augmentation des cas d'abandons d'animaux domestiques a été signalée. Cependant, il n'y avait là rien de nouveau; la transmission de virus entre l'homme et l'animal, par exemple le chat, était déjà connue. Un bulletin OMS cite des études de 1970, 1972 et 1981 qui avaient déjà rapporté des infections expérimentales en laboratoire, mais alors sur des virus de la grippe saisonnière, faiblement pathogènes.
Le chat est bien plus indépendant que le chien et il a un comportement plus erratique, ce qui peut faciliter la contamination de l'animal comme la transmission du virus à d'autres individus. Après la découverte d'un chat mort du H5N1 en Allemagne, dans plusieurs pays (Roumanie, puis Allemagne, France et Suisse), les autorités sanitaires ou les gouvernements ont demandé que les propriétaires cherchent à maitriser leur chat et à ce qu'ils ne sortent pas, comme on l'avait précédemment demandé aussi en Turquie.

### Prévalence
La prévalence du virus A H5N1 hautement pathogène est très mal connue chez les mammifères sauvages et même domestiques, faute d'études à ce sujet. De septembre à décembre 2006, sur 500 chats capturés sur des lieux à risque en Indonésie, plus de 100 étaient infectés par le H5N1. Des chats avaient déjà été trouvés infectés par des virus H5N1 en Europe et en Asie.

Les Agences de l'ONU avaient déjà repéré quelques cas chez des félins, et notamment recommandé en 2005 lors de la pandémie de H5N1 qu'on enferme les chats dans les zones infectées de Turquie. Plusieurs États ont imposé qu'on enferme les chats autour des zones de foyers avérés.
À l'avenir, les vétérinaires seront appelés à jouer un rôle important de veille pour la détection des virus grippaux chez les chats et chiens.

### Transmission du chat à d'autres espèces

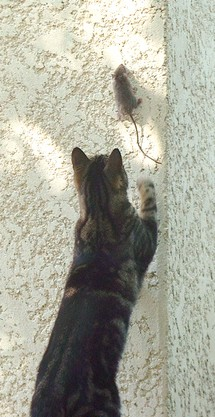
En laboratoire, la souris se montre sensible au H5N1, et le chat aussi.

Le chat est susceptible de fournir des éléments d'épidémiologie concernant la grippe, afin de mieux comprendre les mécanismes de transmission entre mammifères.
Lors de son toilettage, il se lèche souvent les babines, l'anus et le poil, facilitant l'apparition de virus sur son pelage, à partir duquel il peut contaminer d'autres individus ou d'autres espèces.
Le chat, en revanche, enterre ses excréments, ce qui limite la contamination par ce moyen.
Le chat, commensal et animal de compagnie de l'homme, peut transmettre des maladies dont il serait porteur, par contact direct (caresses, frottements) ou par proximité (éternuements), ou s'ils ramènent à leur maitre une proie qu'ils ont attrapée. Notamment, le contact des chats est recherché des humains, ce qui n'est pas le cas pour d'autres espèces potentiellement porteuses des mêmes infections.
Certains animaux de zoos, en centres de soins, en terrariums ou de cirques sont nourris avec de la viande crue (poulet parfois) ou des poussins (crus et parfois vivants). À la suite de la découverte de chats et de grands félins infectés par le H5N1 en Asie, le Premier ministre thaï avait déjà en 2004 demandé aux Thaïlandais de ne pas nourrir d'animaux domestiques ou d'animaleries ou zoos avec des abats ou morceaux crus de volaille.
L'auteur d'un communiqué OMS daté du 20 février 2004, indique que la contamination par le chat n'entre pas significativement en ligne de compte dans le cas d'une éventuelle pandémie grippale. Cet avis doit cependant être nuancé, plusieurs années après son émission, et la découverte, en février 2006, d'un chat contaminé sur l'île de Rügen, au nord-ouest de l'Allemagne. De nombreux commentateurs avaient erronément affirmé qu'on ne connaissait pas de cas de grippe chez les chats auparavant.
Le chat peut transmettre le virus par sa fourrure, qu'il lèche et où il peut répandre des virus, s'il est contaminé. Comme animal domestique, il peut lécher les restes de repas dans les assiettes. Enfin, dans certains pays, le chat est consommé par l'homme, et sa fourrure est vendue.

### Rôle régulateur
Le chat, prédateur d'espèces sensibles aux virus de la grippe (oiseaux et petits mammifères), joue un rôle de régulateur au sein de l'écosystème.
Or, le virus a aussi été trouvé chez des tigres et léopards thaïlandais, en zoo et chez d'autres félins dans plusieurs pays. On sait de plus que leurs homologues du monde aviaire, les rapaces sont aussi (au moins pour l'aigle, la buse et le faucon) sensibles au virus.

## Relation avec la grippe aviaire
L'intérêt de l'OMS, de la FAO et de l'OIE ainsi que des scientifiques à l'égard du chat et de la grippe a été suscité en février 2004, avec deux chats trouvés morts infectés par le virus H5N1 chez un thaïlandais habitant à proximité d'un élevage touché par la grippe aviaire. (14 chats sur 15 sont morts chez lui après que l'un au moins a eu un contact avec un poulet mort selon l'OMS).
Dans tous les cas documentés, le chat était proche de l'homme et des volailles. Le 20 février 2004, l'OMS citait plusieurs rapports signalant « la contamination par le virus H5N1 de chats domestiques » dans un foyer thaïlandais, en précisant que les investigations en cours (en 2004) ne permettaient pas encore de tirer des conclusions définitives.

## Études concernant la grippe féline

### L'étude de1962
En 1962, Meenan, Boyd et Mullaney avaient trouvé quatre chats parmi 20 testés présentant une réaction d'inhibition de l'hémagglutination, montrant que le chat avait été infecté pour le virus humain A2/Asia/57virus.

### L'étude de 1970
Cette étude a été réalisée à la suite du constat de similarités antigénique entre le virus humain (que cette étude a testé sur le chat) et celui de la grippe équine, et après que l'on eut constaté que ce virus infectait le babouin.
Lors de cette étude, les chats et chatons se sont montrés sensibles à un virus grippal isolé chez l'homme et présentant les mêmes caractéristiques antigéniques que le virus A2/HongKong/68. Les chats de l'étude ont tous été infectés à la suite d'une application intranasale du virus, mais aussi à la suite du contact avec un autre chat malade. La contagion pouvait s'étendre aux cages voisines de celle d'un chat malade, sans contact rapproché.
Les chats infectés excrétaient des virus dans leurs sécrétions pharyngées durant une semaine après l'infection, sans symptômes apparent de grippe, tout en étant contagieux pour d'autres chats. On peut donc parler de porteurs asymptomatiques.
Sur deux chatons mis en contact durant 2 minutes seulement avec un humain malade (mais de manière qu'ils reçoivent des gouttelettes d'éternuement ou de toux du malade), l'un a été infecté et a exprimé le virus durant huit jours.
Cette étude montrait un passage de la barrière des espèces ; direct, possible et facile au moins pour cette souches grippales, avec des doutes pour une autre. (A2/Asia/57virus, voir ci-dessous). L'infection des chats par ce virus ne semblait pas rare en 1970. Sur 28 chats bien portants testés, 6 présentaient des sérums inhibant l'hémagglutination par le virus A2/Hong Kong/68 (4 adultes sur 14, et 2 chatons sur 13), mais on n'a pas pu à l'époque montrer si cela traduisait la présence d'anticorps ou l'action d'inhibiteurs non spécifiques. Les auteurs ont émis la double hypothèse :
- que le chat pouvait être un intermédiaire dans la chaîne de transmission du virus ;
- qu'il pourrait constituer un modèle de laboratoire, complémentaire de la souris utilisée jusque-là.

### L'étude de 1972
Cette étude a porté sur plusieurs espèces animales : le macaque, le chien et le chat.
Des singes Macaca radiata se sont montrés réceptifs à une souche fraîchement isolée du virus grippal A/Hong Kong/68 inoculée par voie nasale, ils ont excrété dans la gorge le virus durant six jours à partir du deuxième jour suivant l'infection, et le virus a pu être transmise aux trois autres macaques placés dans des cages voisines de celles des animaux infectés.
On a aussi obtenu une infection systématique de 3 macaques (avec excrétion virale détectée dans la gorge durant quatre jours) à la suite de l'inoculation nasale d'un virus grippal B, mais sans qu'il y ait transmission par contact à un singes sain.
Le chien s'est aussi montré sensible au A/Hong Kong/68 récemment isolé, mais pas au type B.
Des chats domestiques ont été facilement infectés par la même souche A/Hong Kong/68 ayant subi une série de 6 passages sur membrane chorio-annatoïde, ainsi que par une souche de labo A/Ann Arbor/4/63. Ils ont excrété le virus durant 6 à 8 jours. Des chats ont été infectés par un virus de type B à la suite d'une inoculation nasale, mais aussi après contact avec des animaux infectés.
Dans tous ces cas, les virus grippaux n'ont pas entraîné de manifestations cliniques visibles, mais les animaux infectés éliminaient des virus dans leurs sécrétions pharyngées et ont produit des anticorps inhibant l'hémagglutination. Ils ont été des porteurs asymptomatiques.
Selon le bulletin OMS no 28 de 2004, dans les études précédentes, des virus avaient été trouvés dans les voies respiratoires des chats infectés, mais tous les chats étaient restés en bonne santé, aucun n'ayant développé les symptômes typiques de la grippe (fièvre, écoulement nasal, toux ou éternuements). L'auteur en concluait qu'on pouvait présumer que, « si de nouveaux chats devaient être infectés par le virus H5N1, ils ne sécréteraient pas de virus en grande quantité ».

### Études de 2004 à 2006
Le 3 septembre 2004, des chercheurs néerlandais annonçaient dans la revue Science avoir montré que le virus aviaire A H5N1 hautement pathogène pouvait se transmettre au chat, avec des symptômes grippaux intenses et avec, à l'autopsie, les mêmes lésions pulmonaires que chez l'être humain lorsqu'il est touché par ce virus.
Le risque de transmission directe ou indirecte à l'homme reste discuté et a le plus souvent été nié ou ignoré jusque fin 2005.
Mais deux découvertes faites lors d'une autre étude, néerlandaise, publiée en 2004 ont été jugées préoccupantes par certains experts :
1. L'infection a pu être obtenue tant par injection qu'en nourrissant des chats avec des oiseaux malades.
2. Des chats élevés au contact des chats malades ont développé la maladie (il s'agit d'une transmission directe et potentiellement amplifiée par une augmentation de la taille du réservoir de virus).
3. Chez le chat, le virus aviaire H5N1 peut se reproduire ailleurs que dans les poumons, ce qui indique de nouvelles modalités de contagion possibles.

- En janvier 2006, une équipe du centre médical Érasme de Rotterdam confirme que le H5N1 peut infecter le chat, mais avec de nouvelles informations.
- Pour évaluer la diffusion du virus H5N1 chez les mammifères, Rimmelzwaan et son équipe ont étudié des chats infectés

par voie respiratoire,
par voie digestive (ils ont mangé des poussins infectés), et
par contact rapproché avec des chats dont les voies respiratoires avaient été expérimentalement infectées.
Les chercheurs ont alors examiné les muqueuses (buccales/gorge, nasales, et rectales) ainsi que les systèmes respiratoire, digestif, nerveux, cardiovasculaire, urinaire, lymphoïde, et endocrine des chats exposés au virus en y recherchant le virus H5N1 et de la protéine virale.
Résultats :
- tous les chats ont été infectés par le virus H5N1 ;
- tous ont présenté des signes cliniques (fièvre, léthargie, difficulté respiratoire, etc.) ;
- le virus a été détecté dans la gorge, sur les muqueuses nasales, et rectales, et ce quel que soit l'emplacement premier de l'infection ;
- le virus (comme chez l'oiseau) envahit rapidement la région respiratoires et se répand dans tout le système digestif, non seulement l'intestin, mais aussi le foie, le rein, le cœur, et on le trouve jusque dans le cerveau et les ganglions lymphatiques ;
- de plus, l'examen des tissus infectés montre des dommages cellulaires là où l'on trouve des protéines virales, expliquant la sévérité accrue pour l'homme de ce virus (par rapport aux grippes saisonnières).

Chez ceux des oiseaux qui développent la maladie avec les symptômes les plus « durs », on connaissait déjà la diffusion systémique (dans tous les organes) du virus et l'importance première de la transmission fécale-orale. Mais ces données nouvelles chez le chat incitent à revoir les scenarios éco-épidémiologiques, qui ne fondent leurs estimations que sur la diffusion de la zoonose par les oiseaux migrateurs ou par la volaille lorsqu'elle est transportée par l'Homme.
Selon l'étude néerlandaise publiée en 2004, le chat n'est pas sensible à la souche H3N2 des épidémies classiques de grippe humaine, ce qui limite le risque qu'il soit l'émetteur d'un virus recombiné avec cette souche, mais on sait par les études antérieures qu'il peut être infectés par au moins un sous-type de grippe humaine…

## Le cas du chat de l'île de Rügen, le premier chat infecté par le H5N1 en Europe
- 28 février 2006 : un communiqué de l'Institut de recherche fédéral allemand pour la santé animale, annonce qu'un virus H5N1 hautement pathogène semble être responsable de la mort d'un chat. Le virus a été détecté par le laboratoire national allemand Friedrich-Loffler.
Le félin a été retrouvé près de la baie de Wittow sur l'île balte de Rügen au nord de l'Allemagne où depuis le 14 février près d'une centaine d'oiseaux sauvages avaient déjà été trouvés tués par le virus H5N1.
"On savait depuis un certain temps que les chats pouvaient être atteints en mangeant des oiseaux infectés", commente Thomas Mettenleiter, président de l'institut.
En attendant la confirmation (publiée le jeudi 2 mars 2006), le laboratoire a demandé à toutes les personnes de la région de Wittow possédant des chats de les empêcher de circuler à l'extérieur. La presse rapporte (sans les citer) que des experts ont estimé que le chat de Rügen a probablement été infecté en mangeant un oiseau malade.
- mardi 28 février 2006 : L'OMS dans un communiqué (http://www.who.int/csr/don/2006_02_28a/fr/index.html) estime que « Rien ne permet actuellement d'affirmer que les chats domestiques jouent un rôle dans le cycle de transmission des virus H5N1. À ce jour, on n'a jamais établi de lien entre un cas humain et une exposition à un chat malade. Aucune flambée chez le chat domestique n'a été signalée » (…) « Toutes les informations dont on dispose montrent en revanche que l'infection chez le chat se produit en association avec des flambées de H5N1 chez les oiseaux domestiques ou sauvages ».
L'Agence de l'ONU ajoute toutefois :
« Des études expérimentales, publiées en septembre 2004, ont démontré que le virus H5N1 pouvait infecter les chats domestiques et qu'il pouvait ensuite se transmettre d'un chat à un autre. Au cours de ces expériences, les chats ont développé la maladie à la suite de l'inoculation directe d'un virus isolé sur un cas humain mortel, ou après avoir été alimenté avec de la viande de volaille contaminée crue ».
La panzootie actuelle de H5N1 chez l'oiseau, qui a commencé à la mi-2003 en Asie du Sud-Est, s'est accompagnée de quelques rapports anecdotiques d'infection à H5N1 chez des chats domestiques. On pense qu'à chaque fois, l'origine la plus probable de l'infection a été la consommation par l'animal de viande de volaille contaminée. Plusieurs études publiées ont montré la possibilité pour les grands félins en captivité de contracter l'infection à H5N1. En décembre 2003, deux tigres et deux panthères, nourris avec des carcasses fraîches de poulets, sont morts brusquement dans un zoo en Thaïlande. Les analyses qui ont suivi ont identifié le virus H5N1 dans des échantillons de tissu. En février 2004, on a décelé le virus chez une panthère longibande, morte dans un zoo près de Bangkok. Un tigre blanc est lui aussi mort de cette infection dans le même zoo en mars 2004 ; ajoute l'OMS.
- Vendredi 3 mars 2006 : Après une période de froid et de fortes chutes de neige, le ministère allemand de l'agriculture annonce le mardi 7 mars 2006 que deux autres chats sont morts, infectés par « la forme la plus virulente » du virus H5N1 sur l'île allemande de Rügen selon le ministère de l'Agriculture. Leurs cadavres ont été trouvés dans la baie de Wittau, à proximité du lieu où le premier chat infecté par le virus en Europe avait été découvert la semaine précédente. À ce jour 170 oiseaux ont été reconnus infectés dans six Lands allemands, dont environ 145 sur l'île de Rügen.
- 2 mars 2006 : Le propriétaire du chat, sous surveillance médicale ne montre aucun symptôme de la maladie.

## Les cas autrichiens
- Lundi 6 mars 2006 : à la suite d'une recherche du H5N1 chez quelques chats du refuge pour animaux de l'Arche de Noé à Graz dans le Land de Styrie, région montagneuse du sud du pays, où le premier foyer aviaire du pays a été identifié le 14 février 2006, le H5N1 est à nouveau détecté, cette fois sur trois chats (encore vivants) dont deux selon les analyses semblent s'être naturellement débarrassés du virus, sans avoir développé la maladie annonce un porte-parole de l'Agence fédérale de sûreté alimentaire (Âges) le soir-même.
C'est une donnée nouvelle qui peut avoir une grande importance éco-épidémiologique.
- Remarque : c'est dans ce même refuge que deux poules avaient été trouvées porteuses du virus H5N1 le 22 février 2006 (les premières volailles contaminées de l'UE). Le ministère de la Santé avait alors attribué la contamination de ces poules à la proximité d'un cygne sauvage découvert le 10 février (date de début de l'événement = 13 février selon bulletin OIE, concernant deux cygnes ([PDF]ftp://ftp.oie.int/infos_san_archives/fr/2006/fr_060223v19n08.pdf ) à Mellach, dans la banlieue de Graz. Ce cygne avait été transporté dans le refuge et il s'était avéré infecté par le H5N1.

Environ 170 chats et près de 200 chiens étaient aussi abrités dans le refuge, dans des enceintes closes mais non loin des oiseaux. En février, trois canards du refuge avaient aussi été testés positifs au H5N1 HP. Aucun éleveur de volailles n'ayant déclaré la maladie dans les environs, les autorités vétérinaires avaient conclu à un « cas isolé » de transmission du virus d'un oiseau sauvage à des volailles.
Le refuge a été fermé et ses 170 chats placés en quarantaine à la faculté de médecine vétérinaire de l'université de Vienne, à Nickelsdorf en Basse-Autriche (est) où ils seront tous examinés. Malgré ce cas de contamination, le confinement des chats dans les zones proches de foyers déclarés de grippe aviaire n'est pas envisagée par le ministère de la Santé selon son porte-parole.
Peter Wagner, responsable des services vétérinaires de Styrie estime que la contamination des chats aurait pu se faire via la nourriture ou des fientes.
L'OIE a rappelé le 1er mars 2006 (http://www.oie.int/fr/press/fr_060301.htm) qu'en 2004 dans un parc zoologique de Bangkok plus de 40 tigres sont morts et beaucoup d'autres malades, après avoir été nourris avec des carcasses entières de poulets « très probablement infectés par le H5N1 ».
Les tigres ont pu être infectés en inhalant des virus présents sur les plumes ou la peau ou par l'ingestion de fientes ou de virus présents dans l'intestin, ou en se léchant les babines.
« D'autres cas mortels "normaux" de H5N1 ont été rapportés chez des chats domestiques en Asie » ajoute l'OIE et les chats sont « connus pour être susceptibles du virus H5N1 » et que « dans des conditions expérimentales la transmission de chat-à-chat du virus H5N1 a été également démontrée ». L'OIE ne pense pas que le virus a évolué pour être plus transmissible au chat ou à d'autres mammifères, mais que la découverte d'un chat à Rügen traduit simplement un degré de vigilance élevé et un bon système de surveillance en Europe.
Comme le centre européen pour le contrôle des maladies (European Centre for Disease Control ESDC)[réf. nécessaire][pas clair], l'OIE recommande toutefois aux propriétaires de chat, de consulter un vétérinaire en cas de symptômes grippaux chez des chats qui ont pu se mouvoir en liberté dans des zones où le virus H5N1 a été détecté.
- Mardi 7 mars 2006 : Une nouvelle analyse pratiquée sur un chat autrichien a été négative pour le H5N1 alors que les deux premières étaient positives selon le ministère autrichien de la Santé.

## Les nouveaux cas de chats contaminés par le H5N1 préoccupent écologues et éco-épidémiologues
En 2006, d'autres cas ont été confirmés, dont deux en Irak, dont l'un a pu faire l'objet d'une étude approfondie, bien que dans un pays en situation délicate d'après-guerre.
Le 26 juillet 2006, cinq mois après la découverte de deux chats morts en février 2006 à Erbil dans le Nord de l'Irak, des experts militaires de la marine américaine ont publié la confirmation que ces chats étaient bien morts du H5N1. (Source : site Internet du journal Nature).
L'Irak devient ainsi le 5e pays où des chats ont été officiellement confirmés tués par le virus (après la Thaïlande, l'Autriche, l'Allemagne et l'Indonésie, et avant la Roumanie où le 6 juin 2006, les autorités ont signalé un chat domestique mort à Hurezu (Comté de Brașov) qui avait (la veille) été testé positif au H5N1 par PCR et isolation du virus).
Si l'OMS fin juillet 2006 considérait qu'on n'avait toujours pas d'indice prouvant l'implication d'un chat dans la transmission du H5N1 à l'Homme, dans une lettre écrite début août 2006 à la revue du CDC américain, les trois chercheurs de la NAMRU qui ont étudié le cas d'un des deux chats mort en Irak du H5N1 alertent sur le fait que des données récentes laissent penser que le chat pourrait jouer un rôle dans la diffusion des épidémies.
On savait déjà que les félins, avec les rapaces et les mustélidés comptent parmi les premiers prédateurs carnivores naturels des oiseaux. Et à ce titre, ils ont normalement une fonction sanitaire essentielle en contribuant à réguler les épizooties par l'élimination des oiseaux (et rongeurs ?) malades qu'ils sont réputés consommer préférentiellement.
Or, plusieurs de ces espèces se sont montrées très sensibles au virus H5N1. Si ces petits prédateurs carnivores devaient en mourir nombreux, ils ne joueraient plus leur rôle normal de limitation des épidémies. De plus -au moins le temps de la maladie - ils constitueront un vecteur supplémentaire du virus, et peut-être un réservoir additionnel, ce qui augmente la probabilité de mutation permettant au virus d'infecter facilement d'autres espèces dont l'Homme.
Alors qu'au contraire, si un grand nombre de chats et de prédateurs s'immunisaient rapidement, ils contribueraient à freiner l'épizootie.

On peut supposer probable que le lynx, le chat sauvage (déjà disparu ou menacés dans de nombreuses régions d'Europe) et le chat haret soient également sensible au virus.
- Remarques :
  - Alors que le H5N1 est devenu endémique dans plusieurs pays de 2003 à 2006, et qu'en 2006, un nouveau variant gagne du terrain, il semble qu'on n'ait pas encore testée en laboratoire la sensibilité au H5N1 du chien, autre commensal de l'homme qui partage souvent son environnement avec le chat. Des cellules de reins de chien ont été utilisées pour facilement cultiver le virus.
La question se pose pour les mustélidés sauvages (autres prédateurs des oiseaux), car on sait déjà que le furet est expérimentalement très sensible au virus[6], ainsi d'ailleurs que des souris qui sont comme d'autres micro-mammifères également des proies du chat et des mustélidés.
Le rôle potentiel du rat et de la souris, deux commensaux de l'Homme dont la réputation n'est plus à faire en matière de contribution aux épidémies et maladies[7] (y compris aux volailles[8]) est aussi envisagé, en particulier car le rat fréquente à la fois les égouts, les poulaillers, les porcheries ou nos maisons. Une revue récente (mai 2017) conclue à des indices forts pour un rôle de vecteur chez les rongeurs[9],[10],[11],[12].
Il faudrait aussi étudier la sensibilité des vautours.
  - On sait que les cétacés (dont certains organes sont souvent mangés crus au Japon) sont sensibles à certains virus grippaux. Mais la recherche de ces virus dans leurs cadavres échoués est rare. Aurait-il fallu rechercher d'éventuels virus grippaux chez les dauphins morts échoués en France en quantité anormale début 2006 sur les côtes du Sud-Ouest de la France ?
- La question du risque pour le chat et le risque de transmission du chat à l'homme préoccupait le public, comme en témoignent les appels téléphoniques en Allemagne (où l'on constate aussi des abandons de chats) ou en Suisse : En 3 jours (du 28 février au 2 mars 2006), plus de 1000 personnes ont posé des questions aux opérateurs-téléphonistes du nº vert de l'Office fédéral de la santé publique (OFSP) et de l'Office vétérinaire fédéral. La plupart des questions portaient sur le risque pour les animaux domestique (chat, chiens, oiseaux), la consommation de volaille, d'œufs et sur les fientes d'oiseaux. Et, avant que les médias ne fassent connaître le cas du chat mort en Allemagne la question était déjà fréquemment posée, par des gens n'ayant a priori pas eu connaissance des études citées ci-dessus.

## Ce qu'on a appris du cas irakien de 2006
Les descriptions d'infections naturelles de chats par des virus HPAI H5N1 n'étaient limitées qu'à quelques cas, tous induits par des virus du sous-ensemble dit du clade no I.
Or des variants nouveaux du IA H5N1 HP, génétiquement très proches des virus isolés dans le foyer du Lac Qinghai en Chine occidentale au printemps 2005 semblent depuis 2005 se disséminer rapidement dans toute l'Eurasie et jusqu'en Afrique. Il était donc intéressant de connaître la réponse du chat à ces virus.
En août 2006, Trois chercheurs de la NAMRU, Samuel L YINGST, M.D Saad et S.A. Felt, dans une lettre intitulée « Qinghai-like H5N1 from domestic cats, northern Iraq » publié par la revue Emerging Infectious Diseases d'août 2006 détaillent un premier cas d'infection bien étudié en Irak, qui montre que le chat domestique est également sensible au virus de type Quinghai, dont les protéines de surface H et N présentent des caractéristiques antigéniques différentes des virus H5N1 précédents (dit de Clade I). De plus les virus proche du type Qinghai sont également antigéniquement différents d'autres virus du clade II.
À plusieurs reprises dont en 2006, des vétérinaires de terrain avaient noté que des décès de chats domestiques accompagnaient parfois des manifestations suspectées ou confirmées de grippe aviaire H5N1. Ce fut le cas en janvier 2006 dans deux villages de l'Est de la Turquie), puis également dans deux lieux différents en Irak (Kurde) du nord (à Sarcapcarn dans le Gouvernorat de Sulymaniyah et Grd Jotyar dans le gouvernorat d'Erbil).
Dans les deux cas, les symptômes manifestés par les oiseaux n'avaient pas suggéré une grippe hautement pathogène ni aux villageois ou ni aux vétérinaires qu'ils pouvaient consulter.
Dans les deux cas irakiens, les résultats de la détection rapide d'antigène déterminée grâce à un kit d'analyse avaient donné un résultat positifs pour la grippe A, mais négatifs pour le sous-type H5, aussi ces cas n'ont ils pas immédiatement été attribués à un virus grippal hautement pathogène. Ces régions étant isolées, et ne disposant que de réseaux vétérinaires très limités, de tels cas « anecdotiques » n'ont que rarement été scientifiquement approfondis.
Après un cas humain d'infection par le H5N1 à Sarcapcarn (nord-Irak), le gouvernement irakien a demandé l'aide de l'OMS, qui a obtenu le concours des vétérinaires de l'unité navale de recherches médicales Numéro 3 (NAMRU).
Alors qu'ils étudiaient la situation dans le Gouvernorat d'Erbil, ces vétérinaires ont appris la mort suspecte de cinq chats au moins, qui pouvait sembler liée à la mort de toutes les volailles (51 poules) d'un ménage habitant à Grd Jotyar (environ 10 km au nord d'Erbil) du 3 février au 5 février 2006. Deux des chats morts étaient encore disponibles pour l'examen le 8 février 2006. Une oie malade, abattue chez des voisins, a été autopsiée en même temps que les chats.
- Les éléments pathologiques observés chez ces chats étaient comparables à ceux déjà connus, avec en plus une pancréatite hémorragique grave (5.6).
- Des échantillons de tissus de ces chats et les échantillons archivés de l'un des 51 poulets morts ont été conduits au Caire pour examen virologique.
- Un virus de la grippe A H5 était bien présent dans tous les organes dans toutes les espèces du foyer de Grd Jotyar (Tableau).
- Le virus a été séquencé. Les virus qui ont infecté l'oie, un chat et un habitant (mort) de Sarcapcarn se sont montrés identiques à 99 % (nucléotide et acide aminé ; nº DQ435200-02 de GenBank).

De ceci, les chercheurs concluent qu'aucune indication d'adaptation particulière du virus aux chats n'apparaît.
Génétiquement parlant, les virus trouvés en Irak sont le plus étroitement liés à la souche circulant en 2005/2006 (dite de type Quinghai, car détectée en Chine sur des oies à tête barrée du lac Quinghai pour la première fois en 2005, lors de la plus forte mortalité d'oiseaux sauvages enregistrée).
- Cependant, le virus irakien diffère du virus A/bar-headed/Qinghai/65/2005 (H5N1) (DQ095622 pou GenBank.) pour 2,6 % des acides nucléiques, avec trois substitutions d'acides aminés, d'importance inconnue.
- Par ailleurs, le virus félin irakien n'est identique qu'à 93,4 % au virus A/tiger/Thailand/CU-T4/2004 (H5N1) (AY972539 pour GenBank), ce qui ne surprend pas puisqu'il provient d'un clade différent.
Le séquençage du gène N du chat no 1 et de l'oie montrent une forte similitude des acides aminés : les gènes de la neuraminidase des virus infectant le chat et l'oie sont à 99 % identiques à celui de l'oie d'A/bar-headed/Qinghai/65/2005 (H5N1).
Ceci, selon les auteurs, alimente l'hypothèse selon laquelle « les chats peuvent contribuer à véhiculer des virus H5N1 et ainsi jouer un rôle dans la diffusion d'une épidémie » (réassortiment, dérive antigénique et transmission).
La manière dont ces chats ont été infectés ne peut être rétrospectivement précisée (leur comportement alimentaire et de chasse rend les voies pulmonaire, nasale, ou les deux possibles comme porte d'entrée du virus), mais la source d'infection semble bien être les oiseaux de leur environnement (et/ou les volaille). Les auteurs n'évoquent pas le comportement de léchage caractéristique du chat, y compris du dessous des pattes et de l'anus, mais ils estiment que le rôle potentiel du chat en matière de diffusion horizontale ne peut pas être éliminé car de l'ARN viral a été détecté dans l'intestin, les selles, et la trachée, et des signes cliniques ont été développés par tous les chats, qui sont tous morts de la maladie aiguë deux à quatre jours après que les décès chez les poulets ont commencé ; donc, l'exposition simultanée semble probable.
Sous-conclusion : pour les auteurs, la mort de chats, dans un espace et une temporalité coïncidant avec une mortalité inhabituelle de volailles - particulièrement si les chats montrent des résultats positifs à un test rapide de détection d'antigène pour la grippe A - devrait être considérée comme en faveur d'un diagnostic présumé de HPAI, et la réponse appropriée devrait s'ensuivre.

## Le cas indonésien
Le premier cas indonésien a intrigué les experts. Andrew Jerimijenko, chef de projet du groupe de Jakarta USRAMRU qui travaille sur la grippe aviaire en Indonésie, a en 2006 testé un chat positif au H5N1, qui vivait près d'une des victimes de Jakarta tombée malade début 2006.
Le CDC a chez ce chat isolé un virus H5N1 présentant (pour la protéine de surface hemmaglutinine) un site de clivage inhabituel et très semblable au site de clivage du nouveau virus indonésien plusieurs fois trouvés chez l'homme et uniquement chez l'Homme depuis le second des cas groupés survenus dans une même famille à Kano.
Début août 2006, aucun autre scientifique travaillant sur le H5N1 n'aurait trouvé un tel site de clivage sur un autre virus H5N1 animal, ni sur un virus humain hors d'Indonésie.
Ceci pourrait laisser penser que le virus ait pu passer de l'Homme au chat ou inversement dans cette famille.
Selon un article du 16 janvier 2007, une étude indonésienne aurait montré qu'au moins 100 chats sur un total de 500 chats errants capturés de septembre à décembre dans les rues des principales villes d'Indonésie (Jakarta, Surabaya, Semarang, Bandung, Tangerang et Lampung) étaient infectés par le virus H5N1. Par ailleurs, les chats capturés pour cette étude ont été relâchés après qu'on eut prélevé les échantillons nécessaires aux analyses, car le laboratoire n'avait pas le droit de les détruire, selon Le DR Nidom, son directeur, qui précise que les chats infectés ont été capturés sur les zones de marchés aux volailles, et autour des hôpitaux agréés pour soigner des malades infectés par le H5N1.
Le DR Nidom se dit très surpris par ces résultats. Il suggère que des recherches plus larges soient faites sur l'écologie du virus, et il invite le gouvernement indonésien à faire plus pour bloquer la diffusion du virus, qui menace de poser un problème global. “ Les études ont prouvé que le virus devient plus complexe. Nous devons changer notre manière de penser la question et examiner la possibilité que le virus puisse passer à l'Homme et qu'il puisse le faire via non seulement des poulets mais également via d'autres animaux.” La biologie du chat, sa température corporelle sont plus proches de celle de l'homme que ne l'est celle du poulet rappelle-t-il aussi.

## Réactions
- mardi 28 février 2006 : En France, Dominique Bussereau, Ministre de l'Agriculture annonce avoir demandé à l'AFSSA une évaluation des risques de contamination, qui devrait être produites en quelques jours (voir § ci-dessous).
- En suisse, le même jour, les autorités vétérinaires ont estimé qu'il n'y avait pas lieu de prendre des mesures supplémentaires. « Ça serait complètement exagéré », a estimé un porte-parole de l'Office vétérinaire fédéral (OVF) en précisant que le chat a été retrouvé dans un endroit (l'île de Rügen) où plus d'une centaine de cadavres d'oiseaux infectés ont été ramassés.
Le lendemain, 1er mars 2006, alors qu'un douzième cygne infecté venait (la veille) d'être confirmé mort du H5N1 à Monthieux dans le département français de l'Ain, dans la région des 1 000 étangs (la Dombes), le 1er ministre français annonce que « Dans l'immédiat et en vertu du principe de précaution, il est demandé aux propriétaires de chats de ne pas les laisser divaguer dans les zones où le virus H5N1 a été détecté ».
- Le même jour, Dick Thompson, porte-parole OMS sur la grippe, répond à la presse qu'il estime que le risque d'une transmission du H5N1 à l'homme reste très faible venant d'un oiseau, et plus encore venant d'un autre animal comme le chat, mais que le risque de transmission du Chat vers l'Homme « ne peut pas être exclu dans l'état actuel des connaissances ».
- Toujours ce même jour, Reinhard Kurth, de l'institut allemand de santé Robert Koch suppose quant à lui qu'il pourrait s'agir de la forme asiatique du virus, et signale aussi un nombre anormal de chats morts signalé au Canada les semaines précédentes.
- Mercredi 1er mars 2006 : L'Allemagne ordonne le confinement des chats et le signalement de mortalités anormales.
- Jeudi 2 mars 2006 : Les experts vétérinaires de l'UE recommandent «par précaution» d'enfermer les chats et de garder les chiens en laisse dans les zones touchées par le virus H5N1 HP. Les chats et chiens trouvés morts dans ces zones doivent être signalés aux autorités vétérinaires.
De manière générale, l'UE conseille d'éviter les contacts entre des carnivores domestiques, particulièrement les chats, et les oiseaux sauvages, estime cependant que la découverte du virus chez un chat n'augmente pas le risque de transmission à l'homme.

Ce même jour, la Suisse confirme ne pas envisager l'enfermement des chats dans les zones frappées par la grippe aviaire. Le risque n'est pas proportionné à la mesure, estime la porte-parole de l'OVF (Office vétérinaire fédéral) Cathy Maret, s'appuyant sur le fait qu'en Allemagne, le chat infecté par le virus hautement pathogène H5N1 avait été « en contact avec plusieurs centaines d'oiseaux sauvages malades » … «la présence du virus n'est pour l'instant pas assez massive pour justifier une mesure aussi lourde» que le confinement des félins. L'OVF pourrait toutefois modifier sa politique si des centaines d'oiseaux morts étaient découverts dans un même endroit, a précisé Cathy Maret.

## Premier avis de l'AFSSA(en France)

### Contexte
Dans la plupart des pays européens, notamment en Suisse et en Belgique, l'avis des experts est le même que celui de l'Union Européenne, le risque est nul ou minime que le chat soit facilement victime du H5N1 et encore plus faible qu'il le transmette à l'Homme.
En France, l'AFSSA a validé le 2 mars 2006 un avis relatif au risque sanitaire représenté par les chats, en tant que vecteurs du virus Influenza aviaire H5N1 HP (hautement pathogène) asiatique pour d'autres espèces animales et pour l'Homme après contact avec le chat

### Le chat peut-il être infecté par le H5N1 HP?
Le chat peut être infecté par le H5N1 hautement pathogène, tant en condition expérimentale que dans la nature.
L'avis de l'AFSSA (du 3 mars 2006) cite le cas allemand de l'île de Rügen et s'appuie notamment sur deux publications (Rimmelzwaan et al., Kuiken et al.) décrivant l'infection expérimentale récente de six chats par une souche H5N1 HP d'origine asiatique dans des conditions jugées par l'AFSSA « très favorables à l'expression de l'infection et à la mise en évidence de sa traduction anatomo-pathologique ».
Les chercheurs néerlandais avaient dans cette expérience infecté 2 groupes de 3 chats, 
1. par voie orale pour le premier groupe (consommation de poussins d'un jour contaminés contenant des titres infectieux jugés par l'AFSSA très élevés : 109 TCID50/g de tissus)
2. par voie intra-trachéale (avec une dose « plus modérée » : 2,5 x104 TCID50) pour les 3 autres chats.

- Résultats : Tous les chats ont été infectés. Ils sont donc - dans ces conditions - sensibles au virus.

Dans ce contexte expérimental, le tractus respiratoire des chats infectés présentait une charge virale importante.

Les chats inoculés par voie intra-trachéale ont excrété le virus en quantité suffisante pour transmettre l'infection à deux chats « contacts » (= transmission secondaire horizontale).

La charge virale mesurée sur les écouvillons ayant servi aux prélèvements trachéaux réalisés sur les chats « contacts » était toutefois inférieure à celle des chats préalablement infectés relève l'AFSSA.
- L'AFSSA (le 3 mars 2006) estime que cette expérience n'a pas produit assez de données pour évaluer la capacité des chats « contacts » à pouvoir eux-mêmes infecter d'autres chats et conduire à une transmission inter-individuelle pérenne. De la même façon ajoute l'AFSSA, la durée très brève (7 jours) de l'expérience ne permet pas d'apprécier l'évolution spontanée de l'infection (vers la mort ou la guérison) (Ndr : des chats ont-ils survécu ? ont-ils tous été euthanasiés et autopsiés ?).
- L'AFSSA note que les conditions de l'étude ne sont pas celles du milieu naturel : les chats de laboratoire étaient tous « exempts d'organismes pathogènes spécifiques » (EOPS, en anglais : SPF) et ont subi plusieurs anesthésies générales au cours de l'étude.
- L'AFSSA (le 3 mars 2006) estime que dans les pays touchés par l'épizootie à H5N1 HP, là ou le virus circule dans l'avifaune domestique, il n'y a pas d'éléments épidémiologique montrant une grande sensibilité du chat à la maladie. On n'a pas mis non plus « en évidence une circulation du virus H5N1 HP dans l'espèce féline ». (Ndr : Mais a-t-on vraiment cherché ?).
- Selon l'AFSSA (le 3 mars 2006), le cas du chat infecté par le H5N1 en Allemagne en février 2006 montre que le chat peut être infecté naturellement par le virus Influenza aviaire H5N1 hautement pathogène, mais ne prouve pas un quelconque rôle de cette espèce dans le développement et le maintien de l'épizootie actuelle, ou alors il serait « probablement extrêmement limité ».
- Quel risque sanitaire les chats peuvent-ils présenter en matière de santé animale ?

Le chat peut-il être vecteur passif ou actif (c'est-à-dire infecté par le virus H5N1 HP et capable de l'excréter dans les conditions naturelles) ?

### L'AFSSA (le 3 mars 2006) a envisagé deux risques/probabilités

#### Probabilité qu'un chat soit infecté
Elle dépend ;
1. de la probabilité qu'a le chat de se trouver en contact avec le virus (contamination),
2. de sa réceptivité (capacité à multiplier le virus).

La réceptivité du chat dans les conditions naturelles est maintenant avérée (cf. cas thaïlandais ou allemand), mais le degré de cette réceptivité reste difficile à évaluer en l'absence :
- de données scientifiques additionnelles confirmant les conclusions de Kuiken et al.,
- de données de terrain suffisantes.

#### Probabilité de contamination des chats sur le terrain
- 1) En présence de foyer(s) chez les volailles domestiques ;

Les restrictions de mouvements des chats (cf. directive 2005 /94/ EEC) en zones de protection et de surveillance, et des mesures de police sanitaire au niveau du foyer, devraient limiter le risque de contact chat-volaille infecté.
- 2) En présence de foyer(s) dans l'avifaune sauvage ;
- les restrictions d'accès des personnes aux zones où des oiseaux sauvages contaminés ont été trouvés morts, ont une efficacité limitée chez le chat.
- En conclusion, le risque d'infection du chat est d'autant plus important que la possibilité de contact direct chat-oiseau infecté (en particulier malade ou mort) est élevée.
- Le risque est donc nul, selon l'AFSSA (le 3 mars 2006), dans les zones exemptes d'oiseaux infectés par le virus.

#### Probabilité de transmission du chat (de manière active ou passive) à d'autres espèces
La possibilité d'une transmission du chat aux volailles n'est pas démontrée. Elle dépend selon l'AFSSA (le 3 mars 2006) de la possibilité de contacts des chats avec les volailles (quasi inexistante pour les élevages industriels) et de leur fréquence. En l'état actuel des connaissances et compte tenu de l'importance avérée des autres sources de transmission de l'infection, elle peut être estimée, pour les volailles, comme nulle à négligeable. Pour les autres espèces animales, l'AFSSA ne se prononce pas sur le risque, étant donné le manque de connaissances virologiques et épidémiologiques.

#### Risque de transmission du chat à l'Homme?
L'homme est très peu réceptif aux variants connus du H5N1, même lorsqu'exposé à des volailles contaminées.
Il semble qu'il faille un contact rapproché avec la volaille malade. Aucune contamination liée à une exposition à des carnivores domestiques ou sauvages n'a été rapportée mais elle est théoriquement possible, sans qu'on puisse en l'état actuel des connaissances en préciser la probabilité…
Selon l'AFSSA (le 3 mars 2006), en combinant la probabilité d'émission de virus par le chat, la probabilité de contact efficace et la réceptivité de l'Homme au virus H5N1 HP, le risque d'infection de l'Homme par le chat, peut être estimé comme nul à négligeable…

### Conclusions et recommandations de l'AFSSA
L'AFSSA (le 3 mars 2006) reprend les conseils du groupe d'expertise collective d'urgence « Influenza aviaire » validés le 2 mars 2006 après une réunion le 22 février, le 28 février et le 2 mars 2006 :
- mesures de restriction des mouvements des chats dans les zones réglementées mais aussi dans les zones de protection et de surveillance autour des foyers d'Influenza H5N1 touchant les oiseaux domestiques.
- les chats domestiques doivent être maintenus sous le contrôle effectif de leur propriétaire ;
- toute mortalité anormale de chats doit faire l'objet d'une investigation vétérinaire approfondie afin d'en déterminer la cause et d'objectiver une éventuelle intervention du virus H5N1 HP ;
- les chats errants ne doivent pas être attirés à proximité des exploitations par la présence de cadavres, de déchets organiques ou d'aliment en libre accès (ce qui contribuera aussi à ne pas attirer d'autres carnivores errants ou sauvages).
- Remarque : Cet avis de l'AFSSA (du 3 mars 2006) n'évoque pas d'autres possibilités :
  - 1. le chat pourrait peut-être, comme le porc, servir de creuset pour une recombinaison virale, puisqu'il semble pouvoir être infecté par des virus de grippe humaine saisonnière.
  - 2. la souris ou le rat qu'il est plus difficile d'éloigner des volailles et qui sont parfois nombreuses dans les poulaillers comme l'a rappelé un document de la FAO sont-ils sensibles à ce virus, en conditions « naturelles » ? et ne pourraient-ils pas être un vecteur intermédiaire entre la volaille et le chat ?
  - 3. le chat se lèche soigneusement et souvent, y compris le dessous des pattes. Des chats peuvent se lécher entre eux. Quelle est la dose infectieuse chez le chat ? (marcher dans des fientes fraîches de volailles malades peut-il suffire à l'infecter ?)
  - 4. Lorsqu'ils peuvent sortir et que leur mort approche, les chats se cachent généralement très soigneusement pour mourir. Il est très fréquent qu'on ne trouve pas leur cadavre, même en les cherchant. Est-ce aussi le cas lorsqu'ils sont tués par un virus H5N1 HP ?

L'AFSSA ne reconnaît dans son avis que 3 voies de propagation au virus.
- 1. les transports et échanges d'oiseaux domestiques vivants, sensibles à l'Influenza aviaire HP, ainsi que de denrées ou produits en dérivant quand ils sont issus d'animaux infectés ou malades. Les contacts infectants pouvant être directs ou indirects
- 2. les oiseaux sauvages d'espèces sensibles (migrateurs ou non, représentant des sources de contacts indirects vis-à-vis des oiseaux domestiques) ;
- 3. tout support physique pouvant être contaminé par les excrétions ou sécrétions issues d'oiseaux contaminés, en particulier dans le cadre de l'activité humaine au sein des élevages ou des zones infectées. (Moyens de transport, de contention (cages, véhicules), de litières, de déchets, équipements en contact direct ou indirect avec les oiseaux, ou tout support (chaussures, vêtements, …) spécifiquement associé à l'être humain. Plus rarement, de nombreuses espèces animales pourraient jouer le rôle de transporteurs passifs, en l'absence d'infection active, si elles entrent en contact avec un environnement infecté.

## Le chat et le H1N1
Le chat est sensible au H1N1 et peut l'acquérir de son entourage humain (liste non limitative, qui ne présente que les premiers cas détectés) ;
- Pour la 1re fois, un chat (de 13 ans) dans l'Iowa a été trouvé infecté par le H1N1-2009. Il a guéri. Il ne semble pas avoir transmis la grippe autour de lui[15].
- 17 novembre 2009, à Park City (Utah) un chat a été signalé infecté par H1N1-2999 (2nd cas détecté), tombé malade après que son propriétaire ait eu la grippe[15].
- le 18 novembre 2009, on a signalé en Oregon, un chat mort après une pneumonie sans toux ni éternuements a été testé positif au H1N1-2009. Il était tombé malade une semaine environ après qu'un enfant de la famille ait eu un syndrome pseudo-grippal. Conduit chez le vétérinaire le 4 novembre, il est mort le 7 novembre 2009. Le H5N1 a été confirmé. Les trois autres chats de la famille sont également tombés malades à des degrés divers avec éternuements et toux, et sont guéris (les échantillons prélevés à partir de ces chats ont été négatifs pour H1N1-2009)[15].
- En France, (8 décembre 2009) un chat de 5 ans, était positif au H1N1-2009. Ce chat était tombé malade après que 2 enfants de la maison aient été malades. Il s'est rétabli en 6 jours[15].
- Un autre chat était mort le soir du 24 novembre 2009 en Oregon, malgré un traitement à l'oseltamivir (Tamiflu). Le propriétaire du chat avait antérieurement été malade, touché par une maladie respiratoire grave qui a été confirmé être due au virus de la grippe H1N1-2009[15].
- Un chat de 12 ans est mort en Pennsylvanie le 6 novembre 2009 porteur du H1N1. Il était tombé malade le 3 novembre 2009, après que quatre membres de la famille aient présentés des symptômes grippaux. Les radiographies faites par le vétérinaire ont révélé une pneumonie, qui s'est aggravée malgré un traitement antibiotique. Un prélèvement nasal du 6 novembre avait été négatif pour le virus H1N1 de la grippe 2009, mais les échantillons prélevés à l'autopsie étaient positifs. Le H1N1 2009 a été confirmé par d'autres tests le 27 novembre 2009[15].
- Un autre cas a été signalé en Californie en mars 2011[16] Le chat est tombé malade une semaine après sa propriétaire qui a eu la grippe, mais il avait déjà des antécédents de difficultés respiratoires (et une surinfection a été détectée par le laboratoire)[15];
- Deux chats domestiques à poil court d'un ménage du Wisconsin, ont récemment été euthanasiés à la suite de graves troubles respiratoires, induit par un virus H1N1, selon le laboratoire Idexx de référence le 14 février 2011 chez le mâle de 6 ans (non détecté chez le second chat (femelle, âgée de 10-ans). Les propriétaires avaient eu la grippe au moment où ces chats ont développé une détresse respiratoire. Le chat mâle a été euthanasié après des soins intensifs, dont une assistance ventilatoire, et la chatte après une rechute qui a suivi un traitement de soutien ayant d'abord semblé positif[15].

La recherche de virus grippaux chez les chats étant rare, il est probable que d'autres cas aient pu ne pas être détectés.

## Conclusion

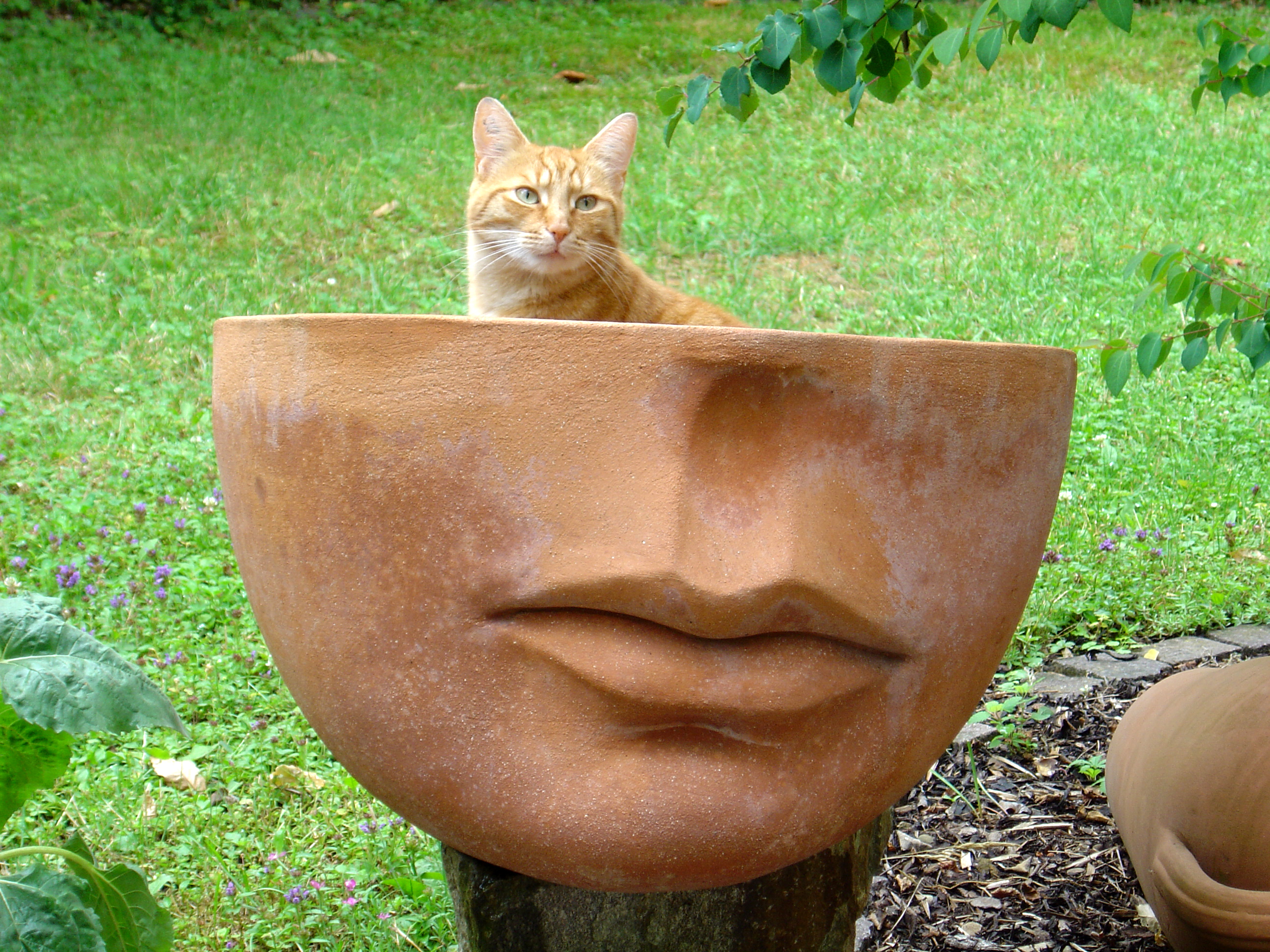
Bien des inconnues persistent concernant le rôle (positif ou négatif) des animaux proches de l'homme en matière d'épidémie.

Si les premiers avis d'experts se veulent rassurants en annonçant un risque nul à très faible, ceux-ci ne cachent pas qu'ils manquent de données virologiques et éco-épidémiologiques pour fonder une évaluation plus complète du risques.
Les données récentes et les auteurs des dernières études invitent :
1) à inclure le virus H5N1 dans le diagnostic différentiel d'une gamme plus large de manifestations cliniques que ce qui est fait aujourd'hui.
2) à élargir l'approche diagnostique (diagnostic différentiel) et peut-être les stratégies de soins à une plus large gamme de manifestations cliniques, en raison de la nature systémique (attaque de nombreux organes) de la grippe aviaire.
3) à repenser l'écologie du virus et en particulier les voies possibles de contagion chez les mammifères dont l'Homme.
- Le crachat, la toux, l'éternuement restent des sources de diffusion de la maladie à gérer en cas de pandémie, mais l'urine et les excréments, y compris des chats pourraient aussi jouer un rôle important en cas de pandémie humaine, en augmentant considérablement les itinéraires possibles de la transmission entre mammifères et entre oiseaux et mammifères.
- On sait aussi que rats et souris sont sensibles au H5N1. Or ces espèces comme les oiseaux peuvent être un chaînon de contagion entre le milieu naturel et l'Homme, ou entre des hommes, éventuellement via le chat.
- Il faut affiner notre compréhension des mécanismes de diffusion et contagion, y compris en considérant une possible transmission fécale-orale chez l'homme (⇒ voir aussi boues d'épuration, système égout-rats, excréments-mouches, gestion des couches-bébé, de certains déchets hospitaliers, etc. / Rappel : Une étude indonésienne a montré que des mouches pouvaient transporter le virus
- Une meilleure compréhension des itinéraires de contagion permettrait de diminuer les impacts d'épidémies ou pandémies, notamment dans les pays ou régions pauvres.
- Le compostage ou la méthanisation de certains excréments, lisiers et déchets agroalimentaire serait peut-être à recommander plutôt que leur utilisation directe comme engrais forestiers, agricoles ou piscicoles, mais avec quelques éventuelles précautions concernant les oiseaux, insectes, souris et rats qui ne devraient pas y avoir accès.

## Autres syndromes grippaux
Des symptômes évoquant la grippe, regroupés la dénomination de syndrome grippaux peuvent aussi être causés par un ou plusieurs des agents infectieux et pathogènes pour le chat que sont :
- L'herpès virus félin (il provoque une rhinotrachéite virale féline (ou rhume du chat dont les symptômes sont proches de ceux de la grippe féline) ;
- un Calicivirus félin (ou FCV), un virus de la famille des Caliciviridae, source fréquente de maladies respiratoires des chats ;
- une infection bactérienne à Bordetella (Bordetella bronchiseptica, qui cause une toux chez le chat) ;
- certaines infections à chlamydia (Chlamydophila felis)

## Sources principales pour les données récentes
- Article de Rimmelzwaan et al. "Influenza A virus (H5N1) infection in cats causes systemic disease with potential novel routes of virus spread within and between hosts", paru dans le nº de janvier The American Journal of Pathology.
- (en) http://ajp.amjpathol.org/cgi/content/full/168/1/176
- article du 10 aout 2006 (recombinomics)
- Plus d'informations : Drs. Rimmelzwaanand Kuiken, Department of Communication ou Dpt. de virologie, centre médical Érasme, Rotterdam, Pays-Bas.